# バダン総統
- 仮面ライダーシリーズ
  - 仮面ライダーZX > バダン総統
  - 平成ライダー対昭和ライダー 仮面ライダー大戦 feat.スーパー戦隊 > バダン総統

バダン総統（バダンそうとう）は、『仮面ライダーZX』およびその派生作品に登場するキャラクター。
仮面ライダーZXと敵対するバダン帝国の支配者である。名称は、資料によってバダン総統のほか、バダン大首領とも表記される。
ここでは、関連する安土じょう版や細井雄二版の漫画『仮面ライダーZX』での総統や、映画『平成ライダー対昭和ライダー 仮面ライダー大戦 feat.スーパー戦隊』での骸骨恐竜、漫画『仮面ライダーSPIRITS』での大首領JUDOについても記述する。

## 『仮面ライダーZX』に登場するバダン総統
テレビスペシャル『10号誕生!仮面ライダー全員集合!!』に登場。
阿修羅谷でバダン怪人たちと暗闇大使が10人ライダーに倒された直後、目の部分が光った巨大な髑髏の姿で上空に現れ、高笑いしながら彼らに別れを告げて姿を消した。その姿を目撃した海堂博士は「恐ろしい悪霊のエネルギーに違いない」と推測する。
その声がショッカー首領と同一のものだった（声 - 納谷悟朗）こともあって、過去の悪の組織との関連を疑われることもあるが、真相は不明。
なお、バダン総統が「それまでの全組織（ショッカーからジンドグマまで）を操っていた」と自ら語った、と記述する書籍があるが、劇中でそのような発言はされておらず、事実誤認がある。また、「過去の全組織の頂点のバダンを支配する存在」とする書籍においても、バダンを“過去の全組織の頂点”とする、その根拠は示されていない。
後年の作品では、ショッカーからデルザー軍団までの組織を支配した大首領やそれ以降のB26暗黒星雲からやって来た生命体と同一の存在、または関連を持つ存在として扱われることもある。

## 『平成ライダー対昭和ライダー 仮面ライダー大戦 feat.スーパー戦隊』に登場するバダン総統
映画『平成ライダー対昭和ライダー 仮面ライダー大戦 feat.スーパー戦隊』に登場。
仮面ライダーZX / 村雨良が暗闇大使に擬態して潜入していることには気づいており、歴代ライダーとの最終決戦の際には肉食恐竜の頭部から人間の頭蓋骨が出てくる異形の怪物「骸骨恐竜」としての正体を現し、獣電竜ガブティラやトッキュウオーと戦う。
- 声 - 関智一

### 骸骨恐竜
映画『平成ライダー対昭和ライダー 仮面ライダー大戦 feat.スーパー戦隊』に登場。劇中では名前の呼称はなく、名称は関連資料に基づく。
悪霊のエネルギーの塊とされていたバダン総統の正体である恐竜型の怪物。禍々しい炎をまとった肉食恐竜ティラノサウルスの巨大な骸骨の姿をしており、その頭部には3つ目（眼窩）となった人間の頭蓋骨が隠されている。また、背中にはティラノサウルスには本来存在しない前方に向いたトゲが数本生えている。
巨体を生かした怪力と牙による噛み付き攻撃を得意とし、花弁のように開いた顎から出現させた3つ目の頭蓋骨から放つ高熱火炎弾を武器とする。
- 声 - 関智一
- 『小説 仮面ライダー鎧武』では、仮面ライダーセイヴァーの暴走形態が骸骨恐竜を想起させる形状となっている。
- 小説『S.I.C. HERO SAGA MASKED RIDER DECADE EDITION -オーズの世界-』では、仮面ライダーディエンドを取り込んだライダーロボが、その能力をコピーしたことでカイジンライドによって召喚された。

## 漫画作品でのバダン総統
『仮面ライダーSPIRITS』については#大首領JUDOを参照。
安土じょう版『仮面ライダーZX』
第14回に登場。
この作品では巨大なコンピュータという設定であり、アイアンギルドなどで攻撃する。劇中、暗闇大使からは「総統閣下」、ZXからは「バダンの親だま」と呼ばれるものの、バダン総統とは呼ばれていない。
バダン帝国の基地内で村雨良（仮面ライダーZX）の姉・村雨しずかのクローン（クローンロイド）を使って良をおびき寄せるが、しずかの記憶を取り戻したクローンロイドによって作戦は失敗し、暗闇大使がクローンロイドを始末するもののZXに追い詰められて電磁鞭の右腕をZXとの戦闘で失ったことから、バダン総統は姿を現して暗闇大使を処刑する。最後は倒そうとしたZXに単眼を攻撃され、倒される。

細井雄二版『仮面ライダーZX』
音声のみで登場。暗闇大使を日本基地の司令官に任命する際、ショッカーの地獄大使についても評価している。
また、別の回では、竜宝山にいたガラガランダについて暗闇大使に調査をさせている。

## 小説作品でのバダン総統
『S.I.C. HERO SAGA MASKED RIDER ZX EDITION -FORGET MEMORIE'S-』
歴代ライダーに倒された悪の組織の大幹部たちの怨念集合体とされ、その中心にいたのは暗闇大使の従兄弟の地獄大使。暗闇大使に憑依してZXを製造させ、1号などの歴代ライダーを倒させようともくろんでいた。
憑依していた暗闇大使が10人ライダーに倒されると、悪霊としての姿を現す。

『仮面ライダーEVE-MASKED RIDER GAIA-』
イラストで、10人ライダーがバダン総統（時空破断装置に寄生したショッカー首領）と戦う姿が描かれている。

## 大首領JUDO
漫画『仮面ライダーSPIRITS』におけるBADANの支配者。
古代の地球に人類創世を促した3神のうち、金色の神にして人類の敵。自らをすべての生命の長と名乗る。歴代の仮面ライダーたちが戦ってきたショッカーからBADANまでの組織を、裏から遠隔操作していた存在である。ショッカーからデルザー軍団の首領は現世でJUDOの意志を代行する影武者（大首領曰く自律プログラム）に過ぎず、ネオショッカーからジンドグマの首領は自らが呼び寄せた尖兵（暗闇大使やデルザー軍団と同格の存在）である。
その正体は暗黒星雲から飛来した生命体で、アマテラスとツクヨミと共に太古の地球に降り立った宇宙からの来訪者。最初に降臨した古の日本列島から人類を創造した、いわば人類の創造主「神」そのものである。古代日本においては「スサノオ」と呼ばれ、神として崇められると同時に恐れられていたが、裏切ったツクヨミによって「虚無の牢獄」と呼ばれる別次元に幽閉されていた。
現世に戻るため、神話の時代から人類へたびたび干渉を行い、人類の科学を促進させていった。科学技術が向上し、人類が自身の分身となる存在を製造できる技術に達したところで、BADANに歴代組織の技術を用いてZXボディを製作させる。それゆえ、ZXの身体はJUDOとまったく同じ外見（正確には、鏡で映したようにモールドがすべて「裏返し」）である。さらには、ライダーマンを除く歴代ライダーたちはZXボディ製作の過程での試作品という設定となっている。
日本各地に黒いピラミッドと共に黄金のドクロの姿で現れた際には「人類抹殺」を公言し、人々の間にバダンシンドロームを発症させた。暗闇大使が企てた、アマテラスの残骸（サタンニウム）を使用した「虚無の牢獄」を破壊して復活する作戦に意欲を見せるが、ツクヨミが一時的に「虚無の牢獄」の封印を解いたうえ、V3の命を賭けた火柱キックを受けたアマテラスの誘爆によって復活は阻止され、アマテラスを捕らえようとした左腕も吹き飛ばされた。その後、再びツクヨミが作り上げた「虚無の牢獄」内で彼に招かれた良と対面し、ライダーマンを除く歴代ライダーたちの最初期の姿に変身してみせた（#戯れを参照）。
ZXと違い、特定のポーズをとらなくても常に最大の光を放つことができる。ただし、発光したことがあるのは過去2度のみ、そのうち一度はZXに憑依した時である。
底の知れなさを見せ、戯れでZXと戦うほか、ツクヨミの思惑も楽しく感じている。また、ZXとの戦いでは一度は自分を追い詰めたZXに対して初の恐怖を感じたが、それさえも許容してみせた。自らに恐怖を味わわせた唯一の者であるZXとの戦いを望み、それこそが進化に至る道だと考えている（『新』第26話）。だが、歴代ライダーたちが戦いで獲得した可能性や進化と向き合おうとしない姿勢に、ZXこと良は否定の態度を表している。
『新』第61話で時空破断装置（竜）を制御し、エネルギー体のみで「虚無の牢獄」に侵入してきたライダーマンと対決する。圧倒的な強さでライダーマンの操る竜を次々と撃破して彼を追い込んでいき、最後の手段であるドラゴンアームさえも自身の心臓の鼓動音による衝撃で破壊し、ライダーマンを破る。しかし、ライダーマンのコントロールアームのみが残ったうえ、結城の語った「孤独」という感情に興味を示し、コントロールアームにメモリーキューブを埋め込むと、彼を生還させる。その後、メモリーキューブを埋め込んだコントロールアームを核として現世における仮の姿を形成し、一応の復活を果たす。
- 容姿が仮面ライダーというアイディアは、『仮面ライダーBLACK』のクライマックスのNG設定[注釈 7]を基にしている[35]。JUDOの名は、『仮面ライダーZX』での10号ライダーの仮称に由来する[35]。初期案では、スサノオではなくヒルコをモチーフとしていた[36]。

### 憑依時
仮面ライダーZX（村雨良）がジゴクロイドとカマキロイドの合体怪人であるダブルロイドと戦っている最中、「神の器」として適合した良の身体にJUDOが憑依した状態。かつて、この状態で一条ルミの父・一条博士を殺害している。
ルミにも襲いかかるが、良の姉である村雨しずかの霊魂によって動きを止められ、一条博士が作ったメモリーキューブをルミが良のベルトのバックル部に入れたことによって憑依は解除され、同時に良の失われた記憶が蘇る。

### 戯れ
ライダーマンを除く歴代仮面ライダーに変身した姿。仮面ライダー第1号の姿でライダーキックを放つまでは、左腕が無い状態。ライダーキックを放った後は、落ちていた自身の腕を付けた状態となっている（そのため、左腕のみJUDOのもの）。
仮面ライダー第1号
JUDOが幽閉されていた「虚無の牢獄」で、迷い込んだ村雨良に対して「戯れ」として変身した姿。姿は初期の姿（仮面ライダー旧1号の姿）となっている。
仮面ライダー第2号
仮面ライダー第1号に変身したJUDOが、仮面ライダー2号の変身ポーズで変身した姿。姿は初期の姿（仮面ライダー旧2号の姿）となっている。
仮面ライダー第3号
仮面ライダー第2号に変身したJUDOが、仮面ライダーV3の変身ポーズで変身した姿。
仮面ライダー第5号
仮面ライダー第3号に変身したJUDOが、仮面ライダーXのセタップで変身した姿。続く仮面ライダー第6号への変身時には、左腕にギギの腕輪を着けた姿も披露している。それと同時に、「牢獄」内の砂漠を大海原に変えている。
仮面ライダー第6号
仮面ライダー第5号に変身したJUDOが、仮面ライダーアマゾンの変身ポーズで変身した姿。続く仮面ライダー第7号への変身時には、両手にコイルアームが着いた姿も披露している。
仮面ライダー第7号
仮面ライダー第6号に変身したJUDOが、仮面ライダーストロンガーの変身ポーズで変身した姿。
仮面ライダー第8号
仮面ライダー第7号に変身したJUDOが、スカイライダーの変身ポーズで変身した姿。姿は強化前の姿となっている。それと同時に、「牢獄」内を地面の無い空のみの空間に変えている。
仮面ライダー第9号
仮面ライダー第8号に変身したJUDOが、仮面ライダースーパー1の変身制御コンピューターで変身した姿。それと同時に、「牢獄」内を宇宙空間（土星のアステロイドベルト）に変えている。

### ホムンクルス
大首領JUDOが現世で活動するため、仮初めの姿として作り出したホムンクルス。『新』67話において、JUDOがエネルギー体のコントロールアームにメモリーキューブを埋め込んで現世に送り返したことにより、現世におけるコントロールアームが結城の右腕から分離した後、周囲の瓦礫や時空破断装置から飛び散った脳髄などを吸収することによって肉体を形作り、東京湾へ落下したサザングロスと共に降臨した。
全身の色素が無く白いことと、両目が複眼になっていることを除けば、良と瓜二つの姿をしている。現れた直後は衣服をまとっていない状態だったが、良の姿を見てすぐに同じ服を模倣している。体内には、メモリーキューブを埋め込まれたコントロールアームが存在している。
仮初めの姿とはいえ、指がわずかに触れただけでZXの肩を砕くなどの高い戦闘能力を誇るが、JUDO本人の力を完全に制御できているわけではなく、何度か攻撃を繰り返しているだけで逆に自身の両手や右足が砕けてしまうなど、大きな負荷がかかっている。しかし、周囲の無機物や有機物（周囲の氷やジェネラルシャドウが切り落とした手足など）と同化する能力を持っており、これによって欠点を補っている。また、体内のコントロールアームの力により、このホムンクルスの身体でも竜を操ることが可能であるとされる。

## 関連キャラクター
ショッカー・ゲルショッカー首領、デストロン首領、岩石大首領
それぞれ『仮面ライダー』『仮面ライダーV3』『仮面ライダーストロンガー』に登場する悪の組織の首領。ショッカー、ゲルショッカー、デストロンの首領と岩石大首領は関係性が示されているのに対し、これらのキャラクターとバダン総統の関係は不明。ただし「世界征服を目的に歴代組織を影で支配する黒幕」「演じた声優が同じ」などの共通点が多いキャラクターでもある。詳しくはショッカー首領#関連キャラクターを参照。
地獄大使
『仮面ライダー』『仮面ライダーV3』に登場するキャラクター。原典では別キャラクターであるが、S.I.C. HERO SAGA『MASKED RIDER ZX EDITION -FORGET MEMORIE'S-』での悪霊のエネルギーは歴代ライダーたちに倒された歴代幹部の魂が怨念となって集まったもので、その中心にいたのが地獄大使。
村雨良 / 仮面ライダーZX
『仮面ライダーZX』に登場するキャラクター。原典では別キャラクターであるが、『仮面ライダーSPIRITS』では現世に現れるための神の器として描かれている。
アマテラス、ツクヨミ
『仮面ライダーSPIRITS』に登場するキャラクター。神話時代、大首領JUDO（スサノオ）と共に暗黒星雲から地球に飛来した同胞だが、裏切ったツクヨミがアマテラスを破壊し、さらにJUDOを"牢獄"に幽閉した。以降、ツクヨミは"牢獄"の封印に力を使いながら人類を見守ってきた。